# Jeux parapanaméricains de 2011
Navigation
Édition précédente Édition suivante
Les Jeux parapanaméricains de 2011 sont la quatrième édition des Jeux parapanaméricains, compétition multisports réservée aux athlètes handisports des Amériques qui se tient du 12 au 20 novembre 2011 à Guadalajara, au Mexique, quelques jours après les Jeux panaméricains de 2011.
1 300 sportifs venus de 24 nations participent à ces Jeux parapanaméricains, qui sont qualificatifs pour les Jeux paralympiques d'été de 2012 se tenant à Londres.
| \| Guadalajara \| Localisation de Guadalajara au Mexique |
| Guadalajara                                              |

## Nations participantes
24 nations participent à la compétition. La délégation, la plus importante est celle du Brésil avec 220 sportifs. Le pays hôte, le Mexique, présente 199 sportifs. 
| - Argentine - Bermudes - Brésil - Canada - Chili - Colombie - Costa Rica - Cuba | - Équateur - Salvador - États-Unis - Guatemala - Haïti - Jamaïque - Mexique - Nicaragua | - Panama - Pérou - Porto Rico - République dominicaine - Suriname - Trinité-et-Tobago - Uruguay - Venezuela |

## Déroulement

### Cérémonies d'ouverture et de clôture
La cérémonie d'ouverture se tient le 12 novembre 2011 à l'Estadio Telmex de Atletismo. La cérémonie de clôture a lieu dans la même enceinte le 20 novembre 2011.

### Épreuves
| - Athlétisme - Basket-ball - Boccia - Cyclisme - Cyclisme sur route - Cyclisme sur piste | - Football à 5 - Goalball - Haltérophilie - Judo - Natation | - Tennis de table - Tennis - Tir à l'arc - Volley-ball |

### Tableau des médailles
Ci-dessous est présenté le classement des médailles des Jeux parapanaméricains de 2011. Ce tableau est trié par défaut selon le nombre de médailles d'or, puis, en cas d'égalité, selon le nombre de médailles d'argent, et enfin selon le nombre de médailles de bronze. En cas d'égalité parfaite, la convention est de lister les pays par ordre alphabétique. 
- Pays organisateur

| Rang  | Nation                 | Or  | Argent | Bronze | Total |
| ----- | ---------------------- | --- | ------ | ------ | ----- |
| 1     | Brésil                 | 81  | 61     | 55     | 197   |
| 2     | États-Unis             | 51  | 47     | 34     | 132   |
| 3     | Mexique                | 50  | 60     | 55     | 165   |
| 4     | Cuba                   | 27  | 16     | 11     | 54    |
| 5     | Argentine              | 19  | 25     | 31     | 75    |
| 6     | Colombie               | 18  | 23     | 13     | 54    |
| 7     | Venezuela              | 16  | 14     | 18     | 48    |
| 8     | Canada                 | 13  | 22     | 28     | 63    |
| 9     | Jamaïque               | 1   | 4      | 0      | 5     |
| 10    | Chili                  | 1   | 0      | 3      | 4     |
| 11    | République dominicaine | 0   | 1      | 1      | 2     |
| 12    | Trinité-et-Tobago      | 0   | 0      | 2      | 2     |
| 13    | Pérou                  | 0   | 0      | 1      | 1     |
| Total | Total                  | 277 | 273    | 252    | 802   |